# Mathias Schönerer
Mathias Schönerer (9. ledna 1807, Vídeň, Rakousko – 30. října 1881 Vídeň, Rakousko) byl rakouský železniční inženýr.

## Život
V letech 1829–32 řídil dostavbu koněspřežné železnice České Budějovice – Linec a později v letech 1834–35 její pokračování Linec – Gmunden. Původně plánovanou koncovou stanici Mauthausen přitom změnil na hospodářsky významnější Linec. V roce 1840 byl stavbyvedoucím tratě Vídeň – Gloggnitz, kterou sám vyměřoval a jejíž provoz v letech 1841–1853 řídil. Až do roku 1870 se pak podílel na většině významných železničních projektů v Rakousku (prosazoval například adhezní železnici přes Semmering) a za své zásluhy byl roku 1860 povýšen do rytířského stavu.
Se svou manželkou Marií Annou Antonií Rehmannovou měl syna Georga, známého antisemitského politika, a dceru Alexandrinu, herečku a divadelní podnikatelku.

## Odkaz
Po Matthiasi Schönererovi se jmenoval v JŘ 2016/2017 jeden pár expresních vlaků (společností ČD a ÖBB) jezdící mezi Prahou-Holešovicemi a Linzem Hbf (v dalším období byly všechny vlaky v této trase pojmenovány hromadným názvem Jižní expres).